# Uee (cantante)
Uee (유이?, YuiLR, YuiMR), pseudonimo di Kim Yu-jin (김유진?, Gim Yu-jinLR, Kim YuchinMR; Daegu, 7 maggio 1990), è una cantante, ballerina e attrice sudcoreana, membro del gruppo musicale After School.

## Biografia
Uee nasce a Taegu, in Corea del Sud, il 7 maggio 1990. Suo padre è un allenatore della squadra di baseball sudcoreana Nexen Heroes, e Uee è un'ex nuotatrice. Ha frequentato l'università di Sungkyunkwan, dalla quale si è laureata nel 2009 in teatro e recitazione.
Uee debutta come cantante nelle After School ad aprile 2009 con il brano Diva, dopo aver fatto parte, insieme a Jun Hyo-seong, Kim Yu-bin, Yang Ji-won e G.NA, delle Five Girls, che furono sciolte nel 2007, ancor prima del debutto, a causa di problemi finanziari dell'etichetta, la Good Entertainment. Nel luglio seguente, debutta come attrice nel drama Seondeok yeo-wang e, ad agosto, appare nel video musicale del brano Love Class del gruppo Mighty Mouth insieme a Hyuna delle 4Minute, dopo il quale entra nel cast della serie Minam-isine-yo nel ruolo di Yoo He-yi. Il 6 ottobre 2009, come parte del progetto 4Tomorrow, pubblica il brano Dugeundugeun Tomorrow, cantato insieme a Han Seung-yeon delle Kara, Hyuna e Ga-in; nel corso del mese entra anche nel cast della seconda stagione del reality Uri gyeolhonhaess-eo-yo, dove fa coppia con Park Jae-jung dall'episodio 12 al 31.
Nel 2011 torna in televisione come attrice nei drama Birdie Buddy, nel quale interpreta una ragazza di campagna che vuole diventare una golfista professionista, e in Ojakgyo hyeongjaedeul: per quest'ultimo riceve il premio Miglior nuova attrice ai Paeksang Arts Awards e ai KBS Drama Awards. Nel corso dell'anno presenta anche lo show Night After Night insieme a Park Myung-soo, Tak Jae-hoon, Kim Je-dong, Daesung dei Big Bang e Jung Yong-hwa dei CNBLUE, e il 21 giugno pubblica il suo primo singolo solista Sok Sok Sok.
Da gennaio 2012 ad aprile 2013 è una presentatrice permanente di Music Bank insieme a Lee Jang-woo, mentre da novembre 2012 a febbraio 2013 interpreta la principessa Hong Mu-yeon nella serie storica ambientata a Joseon Jeon Woo-chi. Nel 2013 è nel cast permanente del varietà di sopravvivenza Maenbar-ui chingudeul, durante il quale canta il brano Hero, del quale scrive le parole, e che viene pubblicato il 19 agosto nell'album della colonna sonora del programma, My Story, My Song. Recita poi in Hwanggeum mujigae.
Nel 2014 partecipa al varietà Law of the Jungle, mentre nel 2015 recita in due serie, Ho-gu-ui sarang e Sangnyusahoe.

## Discografia
Di seguito, le opere di Uee come solista. Per le opere con le After School, si veda Discografia delle After School.

### Singoli
- 2009 – Dugeundugeun Tomorrow, con 4Tomorrow (Han Seung-yeon, Hyuna e Ga-in)
- 2011 – Sok Sok Sok (con JR dei Nu'est)
- 2013 – Hero (con Jungah delle After School)

## Filmografia
- Seondeok yeo-wang (선덕여왕) – serie TV (2009)
- Minam-isine-yo (미남이시네요) – serie TV (2009)
- Nae yeojachin-guneun gumiho (내 여자친구는 구미호) – serie TV (2010) – cameo
- Mongttang naesarang (몽땅내사랑) – serie TV (2010-2011)
- Birdie Buddy (버디버디) – serie TV (2011)
- Ojakgyo hyeongjaedeul (오작교 형제들) – serie TV (2011-2012)
- Jeon Woo-chi (전우치) – serie TV (2012-2013)
- Hwanggeum mujigae (황금 무지개) – serie TV (2013-2014)
- Ho-gu-ui sarang (호구의 사랑) – serie TV (2015)
- Sangnyusahoe (상류사회) – serie TV (2015)
- Geunyeoneun yeppeotda (그녀는 예뻤다) – serie TV, episodio 9 (2015) – cameo
- Gyeolhon gye-yak (결혼 계약) – serie TV, 16 episodi (2016)
- Notti bianche (불야성) – serie TV, 20 episodi (2016-2017)
- Hanappun-in naepyeon (하나뿐인 내편?) – serie TV (2018-2019)
- Ghost Doctor (고스트 닥터?) – serie TV (2022)

## Videografia
Oltre che nei videoclip delle After School, Uee è apparsa anche nei seguenti video:
- 2009 – Love Class, videoclip dei Mighty Mouth
- 2009 – Please Take Good Care of Her, videoclip di Jo Sung-mo

## Riconoscimenti
| Anno | Premio                   | Categoria                                                      | Opera nominata          | Risultato       |
| ---- | ------------------------ | -------------------------------------------------------------- | ----------------------- | --------------- |
| 2009 | MBC Entertainment Awards | Miglior nuova arrivata in un varietà                           | Uri gyeolhonhaess-eo-yo | Vincitore/trice |
| 2011 | KBS Drama Awards         | Miglior nuova attrice                                          | Ojakgyo hyeongjaedeul   | Vincitore/trice |
| 2011 | KBS Drama Awards         | Premio popolarità                                              | Ojakgyo hyeongjaedeul   | Candidato/a     |
| 2011 | KBS Drama Awards         | Miglior coppia (con Joo Won)                                   | Ojakgyo hyeongjaedeul   | Candidato/a     |
| 2012 | Baeksang Arts Awards     | Miglior nuova attrice (TV)                                     | Ojakgyo hyeongjaedeul   | Vincitore/trice |
| 2012 | Baeksang Arts Awards     | Attrice più popolare                                           | Ojakgyo hyeongjaedeul   | Candidato/a     |
| 2012 | KBS Drama Awards         | Premio all'eccellenza, attrice in un drama di media lunghezza  | Jeon Woo-chi            | Candidato/a     |
| 2012 | KBS Drama Awards         | Premio popolarità                                              | Jeon Woo-chi            | Candidato/a     |
| 2012 | KBS Drama Awards         | Miglior coppia (con Cha Tae-hyun)                              | Jeon Woo-chi            | Candidato/a     |
| 2013 | Baeksang Arts Awards     | Attrice più popolare                                           | Jeon Woo-chi            | Candidato/a     |
| 2013 | MBC Drama Awards         | Premio all'eccellenza, attrice in un drama speciale a progetto | Hwanggeum mujigae       | Vincitore/trice |
| 2015 | Baeksang Arts Awards     | Attrice più popolare (TV)                                      | Ho-gu-ui sarang         | Candidato/a     |
| 2015 | Korea Drama Awards       | Premio all'eccellenza, attrice                                 | Sangnyusahoe            | Candidato/a     |